# Hoya macgillivrayi
Hoya macgillivrayi is een plant uit de maagdenpalmfamilie (Apocynaceae).
De plant wordt gevonden in het noordoosten van Australië. Het is een snelgroeiende klimplant met fragiele uitlopers waarvan de ranken zich slingeren om andere planten en heesters. De plant heeft grote tegenover elkaar staande donkergroene grote bladeren tot 20 centimeter lang en 8 centimeter breed. De bladeren hebben een duidelijke centrale ader lopend van aanzet tot punt.
De bloeiwijze verschijnt in trossen bloemen. Deze hebben een kleur die varieert van rood tot roodzwart en zijn 6 tot 8 centimeter groot. De trossen hebben tussen de vier tot vijftien bloemen elk. De geur is limoenachtig friszoet en de bloemen hebben een bloeiduur tot drie weken.
De variatie tussen de planten is groot en deze worden als ondersoorten onderscheiden door de vindplaats als achtervoegsel.
- Hoya macgillivrayi 'Langkelly Creek Qld' (IML 15) - heeft 7 centimeter grote bloemen die praktisch wit in het midden zijn en de kleur verloopt gradueel tot rose/rood naar de randen van de kroon. Bezit vrij dunne bladeren.
- Hoya macgillivrayi 'Coen River Qld' (IML 16) - bezit lichter rode bloemen met een donkerder rand, ongeveer zes centimeter groot. Bezit dikke bladeren.
- Hoya macgillivrayi 'Massey River Qld' (IML 17) - heeft totaal rode bloemen.
- Hoya macgillivrayi 'Pandanus Creek Qld' (IML 449) - heeft zeer donkerrode bloemen tegen het zwart aan 7 centimeter groot.
- Hoya macgillivrayi aff. superba (IML 458)
- Hoya macgillivrayi 'Iron Ra Qld' (IML 278)
- Hoya macgillivrayi 'MT Tozer Qld' (IML 279)
- Hoya macgillivrayi 'Big Big Mac'
- Hoya macgillivrayi (IML 213)
- Hoya macgillivrayi 'Superba' (IML 220, IPPS 276 en IPPS 3072)